# Jòu de Mamon
Jòu de Mamon (en francès Giou-de-Mamou) és un municipi del departament francès de Cantal a la regió d'Alvèrnia-Roine-Alps.